# Boccia aux Jeux paralympiques d'été de 1984
Navigation
Séoul 1988
La compétition de boccia des Jeux paralympiques d'été de 1984 s'est déroulée dans la ville de New York. 19 athlètes étaient en compétition dans cinq épreuves, quatre épreuves individuelles et une épreuve par équipe mixte.  
Il s'agit de la toute première édition de la boccia aux Jeux paralympiques.

## Classification
Les athlètes atteints de handicap moteur grave sont classés en deux catégories.
- C1 : athlètes paralysés cérébraux.
- C2 : athlètes ayant d’importantes difficultés motrices.

## Résultats
| Épreuves            | Or                                                                 | Argent                                                  | Bronze                                                 |
| ------------------- | ------------------------------------------------------------------ | ------------------------------------------------------- | ------------------------------------------------------ |
| Individuel homme C1 | Henrik Jorgensen (DEN)                                             | Russell Cecchini (CAN)                                  | Terry Hudson (GBR)                                     |
| Individuel homme C2 | Craig Clifton (USA)                                                | Gord Hamilton (CAN)                                     | Mark Chard (GBR)                                       |
| Individuel femme C1 | Carol Johnson (GBR)                                                | Candy Demarois (USA)                                    | Debbie Willows (CAN)                                   |
| Individuel femme C2 | Nancy Anderson (USA)                                               | Diane Wiscombe (GBR)                                    | Jane Spitzley (USA)                                    |
| Équipe mixte        | Portugal António Baltazar Maria Helena Martins António José Mateus | Grande-Bretagne Carol Johnson Alin Kerwin Paula Monzani | États-Unis Nancy Anderson Craig Clifton Candy Demarois |

## Tableau des médailles
| Rang  | Nation          | Or | Argent | Bronze | Total |
| ----- | --------------- | -- | ------ | ------ | ----- |
| 1     | États-Unis      | 2  | 1      | 2      | 5     |
| 2     | Grande-Bretagne | 1  | 2      | 2      | 5     |
| 3     | Danemark        | 1  | 0      | 0      | 1     |
| 3     | Portugal        | 1  | 0      | 0      | 1     |
| 5     | Canada          | 0  | 2      | 1      | 3     |
| Total | Total           | 5  | 5      | 5      | 15    |